# Agustín Barán
Agustín Camilo Barán Flangini (Montevideo, Uruguay, 12 de enero de 1995) es un futbolista uruguayo. Juega de volante o delantero y su equipo actual es el IA Sud América de la Segunda División de Uruguay.

## Trayectoria
Luego de hacer las divisiones formativas en Peñarol, fue ascendido al plantel principal en la primera mitad del 2013. Debutó el 6 de abril de 2013 frente a Cerro Largo.

## Clubes
| Club            | País    | Año         |
| --------------- | ------- | ----------- |
| Peñarol         | Uruguay | 2013        |
| Boston River    | Uruguay | 2015 - 2016 |
| Central Español | Uruguay | 2016 - 2017 |
| Atenas          | Uruguay | 2017 - 2018 |
| Arka Gdynia     | Polonia | 2019        |
| Sud América     | Uruguay | 2019 -      |

## Palmarés
| Título              | Club    | País    | Año     |
| ------------------- | ------- | ------- | ------- |
| Campeonato Uruguayo | Peñarol | Uruguay | 2012-13 |